# La Roca de la Sierra
La Roca de la Sierra – gmina w Hiszpanii, w prowincji Badajoz, w Estramadurze, o powierzchni 109,6 km². W 2011 roku gmina liczyła 1524 mieszkańców.